# Chagindueftei
Chagindueftei, jedna od skupina Atfalati Indijanaca, porodica Kalapooian, koji su u prvoj polovici 19. stoljeća živjeli između današnjeg Hillsboroa i otoka Sauvie što se nalazi na ušću Willamette u Columbiju. Ovaj kraj pripada danas okrugu Washington u Oregonu.